# Comandante generale dell'esercito statunitense
Prima dell'istituzione del Capo di stato maggiore dell'Esercito degli Stati Uniti nel 1903, era in genere nominato un singolo alto ufficiale anziano dell'esercito. Dal 1783, egli era semplicemente noto come il  Senior Officer of the United States Army, ma nel 1821 il titolo fu mutato in Comandante generale dell'esercito statunitense.  La posizione fu abolita con la creazione dello Stato maggiore generale nel 1903.

## Comandanti generali dell'esercito statunitense

### Generale dell'esercito continentale e comandante in capo
1. gen. George Washington (15 giugno 1775 – 23 dicembre 1783)

### Ufficiale anziano
1. mag. gen. Henry Knox (23 dicembre 1783 – 20 giugno 1784)

### Ufficiale anziano dell'esercito statunitense
1. mag. gen. John Doughty (20 giugno 1784 – 12 agosto 1784) - servì quando tutti gli effettivi delle forze armate furono smobilitati, ad eccezione di 80 persone
2. brig. gen. comandante Josiah Harmar (12 agosto 1784 – 4 marzo 1791)
3. mag. gen. Arthur St. Clair (4 marzo 1791 – 5 marzo 1792)
4. mag. gen. per brevetto Anthony Wayne (13 aprile 1792 – 15 dicembre 1796)
5. brig. gen. James Wilkinson (15 dicembre 1796 – 13 luglio 1798)
6. gen. George Washington (13 luglio 1798 – 14 dicembre 1799)
7. mag. gen. Alexander Hamilton (14 dicembre 1799 – 15 giugno 1800)
8. brig. gen. James Wilkinson (15 giugno 1800 – 27 gennaio 1812)
9. mag. gen. Henry Dearborn (27 gennaio 1812 – 15 giugno 1815)
10. mag. gen. Jacob Brown (15 giugno 1815 – giugno 1821)

### Comandante generale
1. mag. gen. Jacob Brown (giugno 1821 – 24 febbraio 1828)
2. mag. gen. Alexander Macomb (29 maggio 1828 – 25 giugno 1841)
3. mag. gen. Winfield Scott (5 luglio 1841 – 1º novembre 1861)
4. mag. gen. George McClellan (1º novembre 1861 – 11 marzo 1862)[1]
5. mag. gen. Henry Halleck (23 luglio 1862 – 9 marzo 1864)
6. gen. Ulysses S. Grant (9 marzo 1864 – 4 marzo 1869)
7. gen. William Tecumseh Sherman (8 marzo 1869 – 1º novembre 1883)
8. gen. Philip Henry Sheridan (1º novembre 1883 – 5 agosto 1888)
9. ten. gen. John Schofield (14 agosto 1888 – 29 settembre 1895)
10. ten. gen. Nelson Miles (5 ottobre 1895 – 8 agosto 1903)